# In C

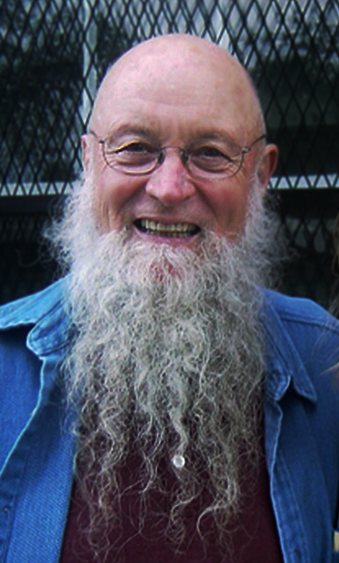
Terry Riley (2009)

In C je hudební skladba amerického minimalistického skladatele Terryho Rileyho. Ten ji napsal v roce 1964 pro neurčený počet hudebníků, uváděl však, že ideální je, aby ji hrálo přibližně 35 lidí, ale zároveň prohlásil, že bude fungovat jak v menším, tak i ve větším počtu hudebníků. Skladba obsahuje celkem 53 krátkých částí, přičemž každá z nich může být opakována libovolněkrát. Podle Rileyových instrukcí musí být jednotlivé části hrány ve správném pořadí, avšak není nutné, aby byly hrány všechny. Skladba nemá pevně stanovenou délku, může trvat čtvrt hodiny, ale také několik hodin (Rileyho doporučení se pohybuje mezi 45 a 90 minutami). Původní nahrávka skladby byla pořízena v roce 1968 za účastni jedenácti hudebníků, později však byly dotočeny další stopy dalších nástrojů. Například jednoho představení v roce 2006 se účastnilo 124 hudebníků. Vlastní nahrávky skladby pořídila například uskupení Bang on a Can, Ars Nova Copenhagen či hudebník Adrian Utley.